# StarForce
StarForce — торговая марка, под которой выходят программные продукты, разработанные российской компанией Protection Technology. Направления деятельности компании: информационная безопасность, защита от несанкционированного копирования, анализа и модификации (декомпиляции).

## Варианты защиты
StarForce эффективен, если требуется защитить программное обеспечение (в основном разработанное под Windows), документы, аудиофайлы, видеофайлы и электронная почта, от таких угроз, как анализ и модификация, копирование и нелегальное распространение, читы и боты. Для защиты от копирования также имеют значение способы привязки: к компьютеру, серверу, диску.

### StarForce MMOG
Решение для защиты многопользовательских онлайн-игр (MMOG) от мошенничества игроков (читов и ботов), а также от поддельных (несертифицированных) игровых серверов и клиентских приложений. Защита эффективно работает, если игра была защищена до релиза. Это позволяет настроить высокий уровень безопасности и тратить меньше времени на поддержание игрового баланса во время эксплуатации онлайн-игры.

### StarForce C++ Obfuscator
Инструмент для разработчиков, позволяющий провести обфускацию над исходными текстами программ, написанных на C/C++ и скомпилированных под любые операционные системы. В отличие от других продуктов компании, являющихся, по сути, сервисами, StarForce C++ Obfuscator — это программное приложение, которое устанавливается на стороне клиента. Высокий уровень защиты от взлома достигается за счёт использования нескольких десятков различных методов обфускации.

### StarForce Crypto
Защита только кода приложения без привязки к носителю или компьютеру. Служит для противодействия анализу исходного кода приложения. Используется компаниями, желающими скрыть алгоритмы работы своих программ от посторонних глаз.

### StarForce ProActive
Система защиты программ, распространяемых через интернет посредством цифровой дистрибуции. Фактически StarForce ProActive представляет собой систему управления цифровыми правами (DRM). Система предлагает разные модели распространения цифрового ПО — buy only, try&buy (trial), demo, rent, subscription. Программа, защищённая StarForce ProActive, может находиться в свободном доступе, но с помощью SDK StarForce разработчик может защитить как отдельные функции программы, так и всю программу целиком. Для её активации потребуется ввести специальный ключ, выдаваемый разработчиком с учётом аппаратных характеристик компьютера пользователя. Активация возможна как через интернет, так и посредством SMS или телефонного звонка. В последнее время данное решение всё чаще и чаще применяется для защиты бизнес-приложений.

### StarForce ProActive for Business
Продукт, специально адаптированный под нужды бизнеса. Отличительной особенностью является возможность привязки защищённого приложения к локальному или удалённому серверам.

### StarForce ProActive for Traders
Разработано специально для защиты трейдинговых алгоритмов на базе MetaTrader.

### StarForce Disc
Исторически первый продукт компании, разработка системы защиты StarForce началась в 1998 году. Через два года – 11 сентября 2000 года была зарегистрирована компания «Протекшен Технолоджи» и появилась первая игра, защищенная системой StarForce - «Тараканы»,  выпущенная издательством Руссобит-М. Защита основывается на привязке копии защищённого ПО (игры) к оптическому носителю: диску CD или DVD. Преимуществом этой технологии является отсутствие необходимости активации через интернет. Недостатком — при работе с защищённым приложением диск должен постоянно находиться в компьютере пользователя.
Для проверки диска используются определение количества секторов на определённых кольцах спирали диска с последующим сравнением полученных данных с информацией, закодированной в ключе. При копировании оригинального диска на CD-R/DVD-R эти данные гарантированно не совпадут, и процедура проверки завершится неудачно. Также StarForce использует защиту от эмуляторов, для чего устанавливает в операционную систему свой драйвер, чтобы отличать реальные оптические приводы от виртуальных, созданных такими программами, как DAEMON Tools.

### StarForce Universal
Сочетает в себе возможности StarForce Disc и StarForce ProActive. Пользователь может использовать защиту, постоянно вставляя диск, как в случае с StarForce Disc, либо активировать купленный продукт через интернет. В случае интернет-регистрации для запуска приложения диск больше не потребуется. Во избежание передачи/перепродажи используется ограниченное количество активаций (конкретные условия определяет издатель).

### StarForce Audio/Video
Защита аудио и видеофайлов от копирования и пиратского распространения. Возможна привязка как к компьютеру, так и к диску.

### StarForce Content
Решение позволяет защищать электронные документы в различных форматах (PDF, DOC, DOCX, RTF, PPT, PPTX, HTML, JPG/JPEG, PNG, GIF) с поддержкой привязки к компьютеру и к диску. StarForce предлагает его в двух вариантах: в виде интернет-сервиса www.sfcontent.com для издателей и в виде отдельного решения для корпоративных заказчиков.

### StarForce E-m@il Enterprise
По аналогии со StarForce Content запущен интернет-сервис SFLetter с возможностью зарегистрировать бесплатный почтовый ящик для отправки защищённых сообщений и решение для корпоративных заказчиков для установки на территории предприятия.

## Репутация StarForce
Большинство пользователей считает, что любая защита от копирования — это зло. StarForce не любили особенно — как за исключительную прочность (рекордом считается Splinter Cell: Chaos Theory, продержавшийся 422 дня), так и за попутные проблемы:
- Технология сборки игры была непривычной даже по меркам защит от копирования: после штамповки партии дисков некопируемые параметры собирались в цифровой код, общий для партии и печатавшийся на этикетке. Из-за производственных накладок иногда этот код не подходил;
- В 2005 году появились первые 64-битные версии Windows. 64-битные драйверы в конце концов выпустили, но игры, защищённые StarForce до 3.05, так никогда и не работали на 64-битных машинах[7];
- Ошибки в драйверах. В частности, был эксплойт, дававший любой программе администраторские права[8]. Сами авторы StarForce объявили это некритичной проблемой, поскольку все и так работают под администраторами[9];
- Иногда ставят защиту от копирования даже на бесплатную игру (Trackmania Nations) — чтобы сдержать читерство, или чтобы сложнее было взломать платную версию.
- Диски со временем портятся, и StarForce, прочитав диск, но не приняв его, просто отказывался работать. В ответ Windows переходила в режим совместимости, меняя режим DMA на более ранние версии и даже включая режим PIO[10], это приводило к таким проблемам:
  - Windows XP и более поздние проигрывают аудио-CD цифровым риппингом — и этот риппинг переставал работать[10];
  - Пишущие приводы без защиты от нехватки данных (burn-proof) просто портили «болванку», с защитой — писали очень долго и оставляли на диске много «мостиков»[10].

Драйвер не исчезал при удалении игры и стирался специальной утилитой, после этого нужно было вернуть DMA, переустановив драйверы приводов. Так что эти отказы в 2006 году вызвали слухи о поломке приводов, компания объявила акцию, согласно которой доказавшему вред StarForce для компьютера полагалась премия в 1000 $. Позже сумма была увеличена до 3000 $, а потом и до 5000 $, но вред, причиняемый решениями StarForce, так и не был доказан.
К тому же техподдержка StarForce некоторые из этих проблем «сваливала» на издателей игры. Однажды даже сказали, что защита — временное дело и через некоторое время стоило бы выпустить дополнение, снимающее её. А проблемы с совместимостью объясняли тем, что пользователи пытались неквалифицированно обойти их защиту.
В 2006 году широкую огласку в Интернете получил случай с игрой Galactic Civilizations 2. Работник Protection Technology, в ответ на утверждения пользователей, что игра вообще без защиты от копирования может продаваться хорошо, выложил на форуме ссылку на торрент-сайт, где в режиме реального времени можно было посмотреть, сколько человек в данный момент скачивают «пиратскую» копию игры. Позже компания принесла извинения за действие своего сотрудника.
В январе 2011 года Protection Technology объявила о партнёрстве c DTL Technology в области защиты формата DVD-Video.
На июль 2015 года благодаря технологиям защиты без использования и установки сторонних драйверов и привязке к компьютеру использование решений StarForce стало гораздо удобнее для конечных пользователей. Также компания развивает облачные сервисы для защиты контента и электронной почты, призванные упростить процесс защиты информации, которая используется в повседневной жизни.